# Арадские мученики

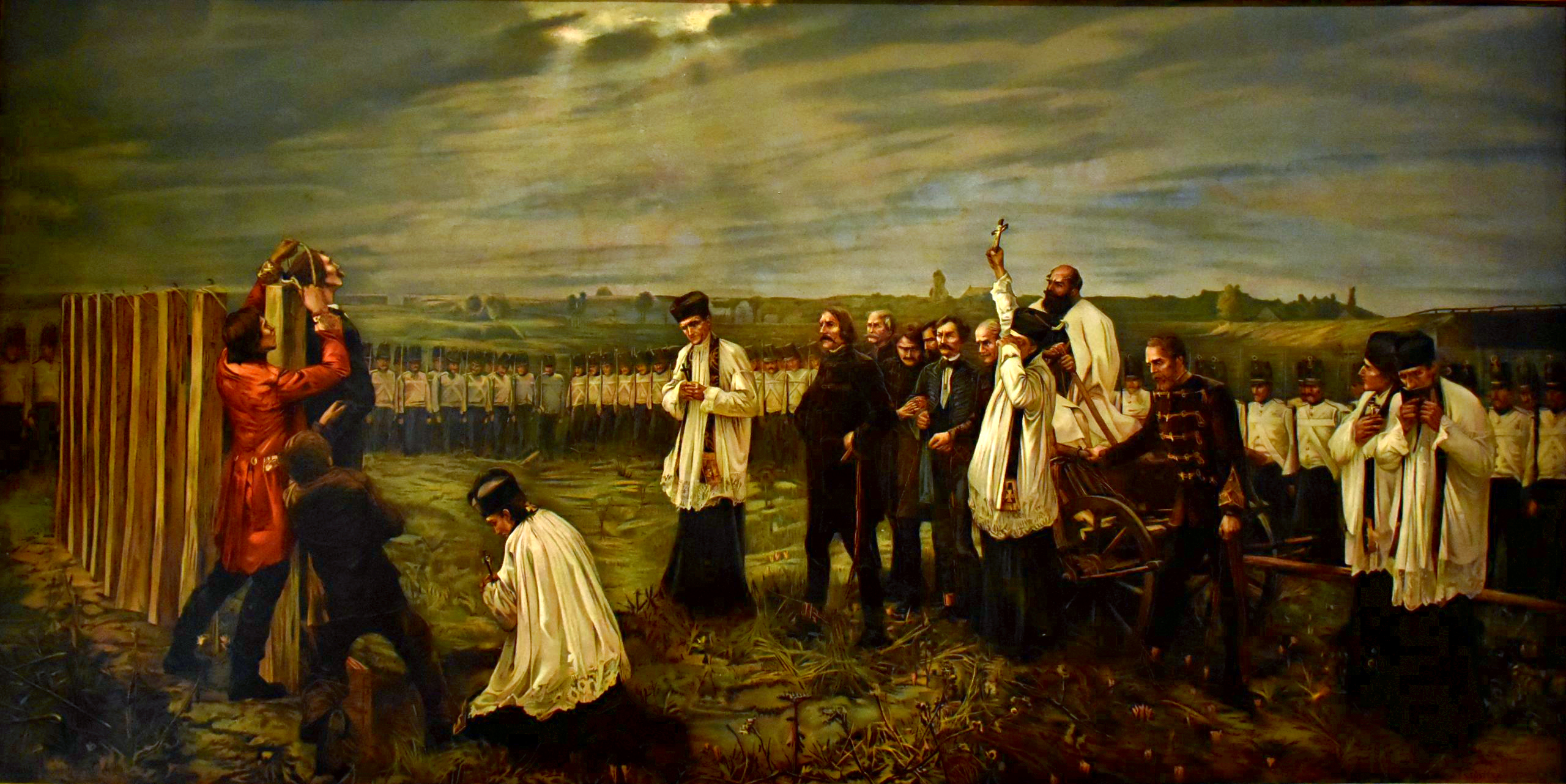
Картина Яноша Тормы, изображающая казнь арадских мучеников

Арадские мученики (венг. Aradi vértanúk) — 13 генералов венгерской армии, казнённых 6 октября 1849 года в Араде после подавления венгерской революции 1848—1849 годов.

## История
Венгерская революция началась в 1848 году. Весной 1849 года венгерские войска взяли под контроль всю территорию Королевства Венгрия, и 14 апреля государственное собрание приняло декрет о лишении Габсбургов венгерского престола и провозглашении независимости Венгрии. Лайош Кошут был объявлен правителем-президентом страны. Однако всё изменила российская интервенция.
21 июня 1849 года на территорию восточных комитатов Венгрии была введена русская армия под командованием генерал-фельдмаршала Паскевича, одновременно началось новое наступление австрийцев. 10—11 августа 1849 года венгерское правительство ушло в отставку, предварительно передав диктаторские полномочия генералу Артуру Гёргею. Кошут и его соратники эмигрировали в Османскую империю. 13 августа в Вилагоше Гёргей объявил о капитуляции венгерской армии и сдался на милость русских войск. 17 августа капитулировал Арад, 26 августа — Мункач. Наконец, 5 сентября сдался Комаром. Революция в Венгрии потерпела поражение.
6 октября 1849 года по приказу австрийского фельдцейхмейстера Юлиуса Якоба фон Гайнау 13 генералов, командовавших венгерскими войсками, были казнены в Араде: четверых расстреляли, остальных повесили.

## Список казнённых

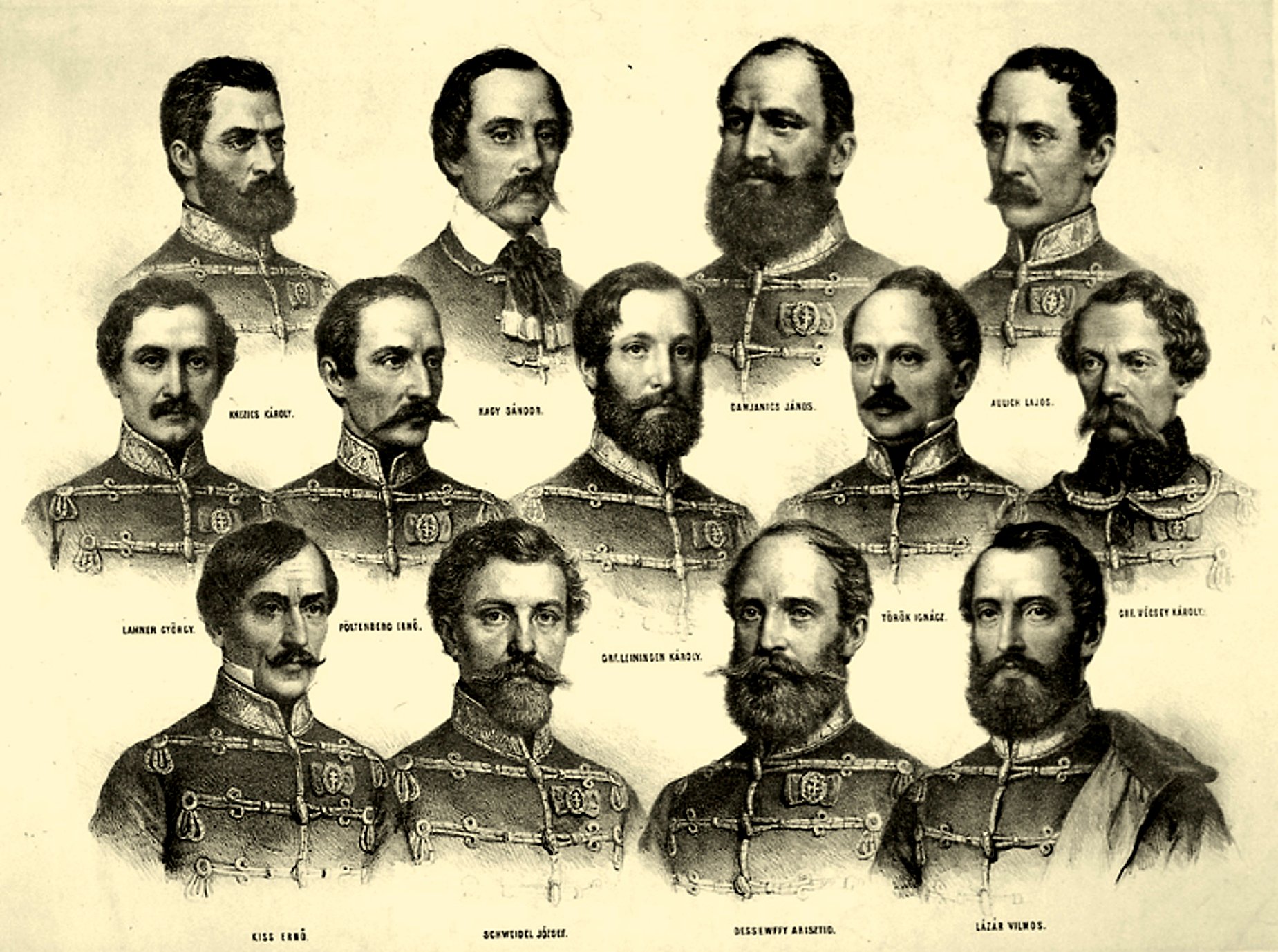
13 арадских мучеников

1. Аристид Дешёфи[венг.]
2. Эрнё Киш
3. Эрнё Пёльтенберг[англ.]
4. Дьёрдь Ланер[венг.]
5. Игнац Тёрёк[венг.]
6. Йован Дамьянич
7. Йожеф Надьшандор[венг.]
8. Йожеф Швайдель[венг.]
9. Карой Кнезич
10. Карл Август цу Ляйнинген-Вестербург[венг.]
11. Карой Вечеи[венг.]
12. Людвиг Аулих
13. Вильмош Лазар[венг.]